# Bematistes adrasta
Bematistes adrasta is een vlinder uit de familie van de Nymphalidae. De wetenschappelijke naam van de soort is voor het eerst voorgesteld als Acraea adrasta door Gustav Weymer in een publicatie uit 1892.
De soort komt voor in de laaglandbossen van Zuidoost-Congo-Kinshasa, Zuidoost-Kenia en Noordoost-Tanzania (vasteland en Zanzibar).